# Humprecht III. Czernin z Chudenic
Humprecht III. Czernin z Chudenic, zvaný starší, také Humprecht Černín z Chudenic, německy Humprecht der Ältere Czernin von Chudenitz (duben 1570 – 22. května 1632) byl český šlechtic z nedrahovické větve rodu Czerninů z Chudenic. Během stavovského povstání stál proti císaři. Přestože byl dokonce členem direktoria, byl omilostněn a stal se českým místodržícím, purkrabím Hradeckého kraje a posledním karlštejnským purkrabím.

## Původ

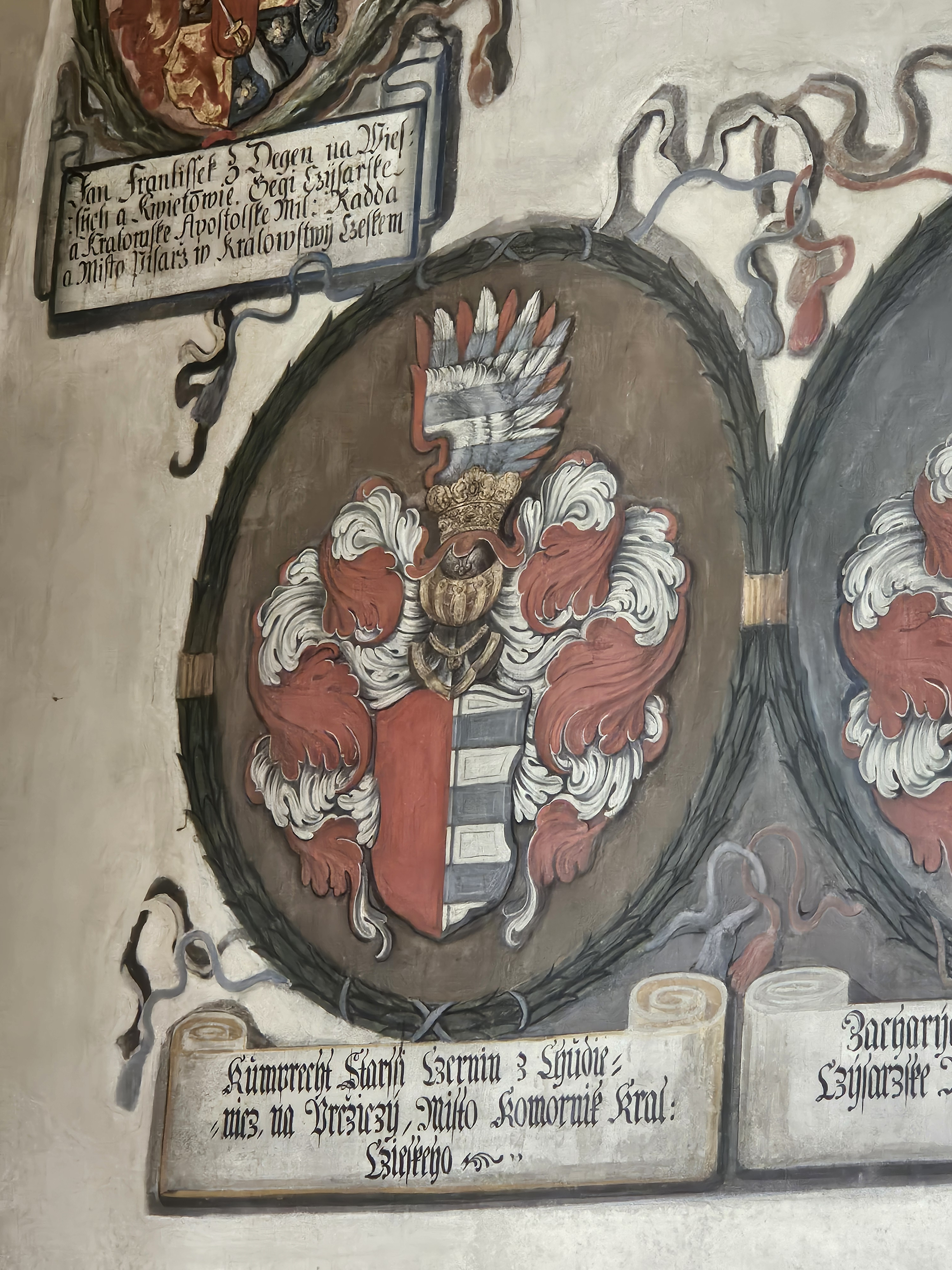
Humprechtův erb ve Starém královském paláci na Pražském hradě

Narodil se jako syn Jana Czernina z Chudenic († 1580), který několikrát zastával úřad hejtmana Vltavského kraje, a Marianny z Říčan. Jeho starší bratr Diviš Czernin z Chudenic (1565–1621) byl v roce 1621 jako jediný katolík popraven na Staroměstském náměstí v Praze. Jeho mladší bratr Heřman Czernin z Chudenic (1576–1651) se proslavil jako císařský vyslanec k tureckému sultánovi. Humprecht je často uváděn jako starší, aby se odlišil od svého vnuka Humprechta Jana (1628–1682).

## Kariéra

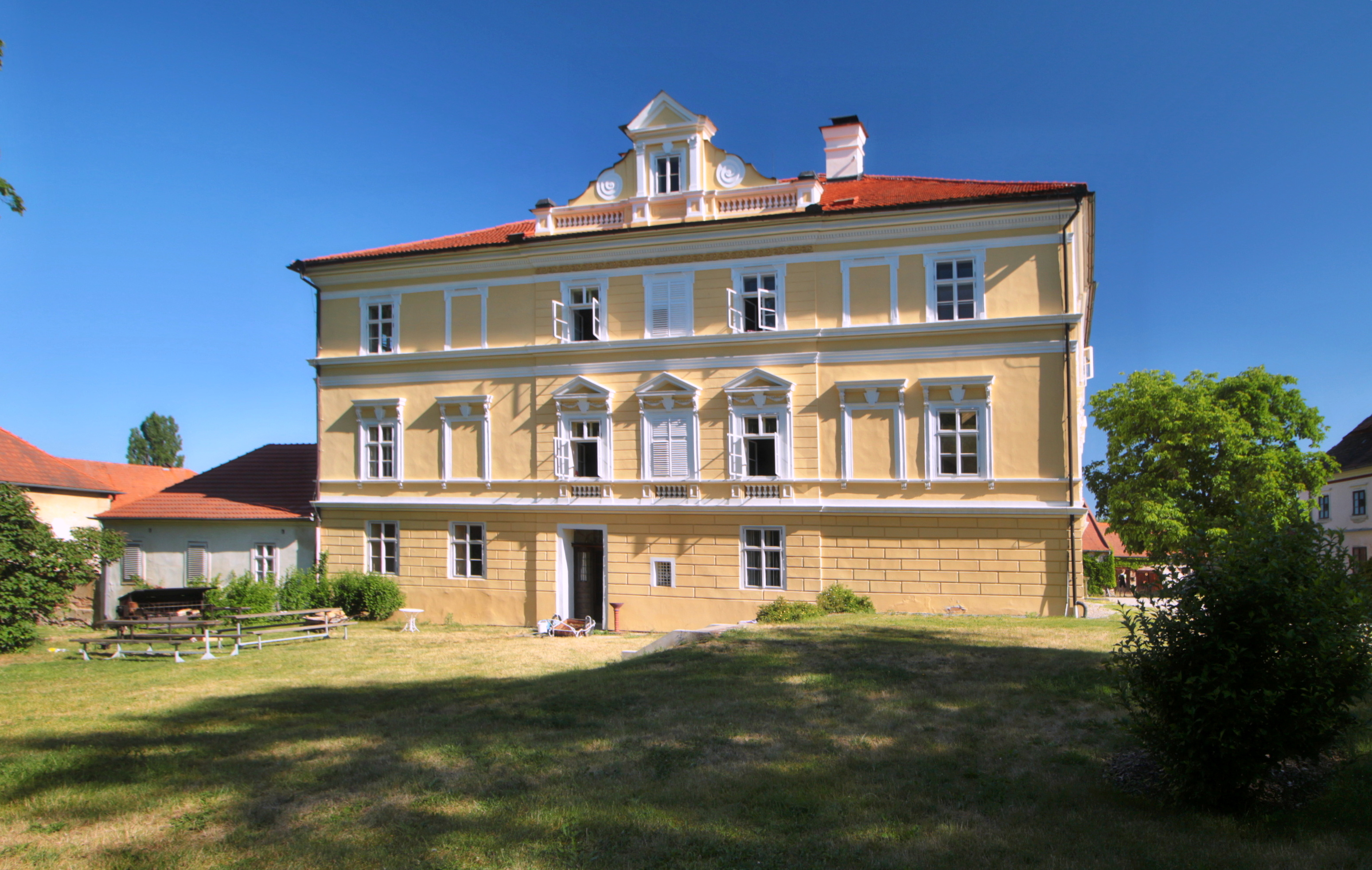
Zámek v Prčicích

Kariéru začal jako hejtman Vltavského kraje, kterým se stal v roce 1605 spolu s Janem z Talmberka. V roce 1616 se stal místokomorníkem Českého království. V době druhého českého stavovského protihabsburského povstání se za rytířský stav stal členem direktoria. Choval se ovšem opatrně a nakonec se na radu bratra Heřmana přidal k císařské straně. Požádal o pardon. Po bitvě na Bílé hoře se v Praze zasazoval o to, aby se město nebránilo a kapitulovalo. Pokusil si vyjednat lepší pozici u Pavla Michny z Vacínova a Viléma Slavaty z Chlumu a Košumberka. Jako bývalý místokomorník pomáhal při revizi zápisů v zemských deskách. Na rozdíl od bratra Diviše z účasti v povstání vyvázl hladce. Nejdříve byl jen střežen vojáky ve svém domě a za omilostnění (pardon) musel zaplatit 1500 zlatých jako dar pro kostel sv. Jakuba na Starém Městě pražském. V roce 1621 konvertoval na katolickou víru a dále stoupal na společenském žebříčku. Stal se císařským radou, císařským komorníkem a přísedícím zemského soudu. Kariéru ukončil jako purkrabí karlštejnský a purkrabí Hradeckého kraje. Dne 15. března 1623 byl rodu potvrzen stav svobodných pánů a 8. června 1627 byl Humprecht spolu s bratrem Heřmanem povýšen do hraběcího stavu v Čechách. Zemřel 22. května 1632 a pohřben byl v kostele sv. Markéty v Radeníně. Náhrobek se dochoval.

## Majetek
Manželka mu přinesla panství Radenín a Choustník na Táborsku. Před rokem 1605 od své tchyně, tehdy už vdovy po Adamu Voračickém, koupil polovinu městečka Prčice. Od Adamových dědiců koupil i druhou polovinu. Usadil se v renesančním prčickém zámku. Prčici nakonec v roce 1612 prodal Janovi z Talmberka a jeho ženě Kunce z Říčan. V roce 1624 koupil Kostomlaty, které byly zkonfiskovány Petrovi a Oldřichovi z Kostomlat pro účast ve stavovském povstání. V okolí dále přikoupil konfiskované Černčice a později Lhenice a Bukovice.

## Rodina
V dubnu 1594 se oženil s Evou Polyxenou Voračickou z Paběnic († 2. června 1632, pohřbena v Radeníně), dcerou Adama Voračického z Paběnic a jeho ženy Anny Kaplířové ze Sulevic. Narodil se jim jeden syn:
- Jan Křtitel Adam (také Jan starší;[7] 16. 8. 1597 – 22. 11. 1642, pohřben v Radeníně[7])
  - ∞ (1621) Zuzana Homutová z Harasova (1600–1654, pohřbena v Radeníně[7]), jejich děti:
    - 1. Eva Polyxena (kolem 1622 – 1688)
    - 2. Alžběta Johana (* kolem 1624)
    - 3. Heřman Václav František (asi 1626–1674/1675)
    - 4. Humprecht Jan (1628–1682)